# Garganica
Garganica là một giống dê nội địa có nguồn gốc từ vùng đất Gargano ở vùng Puglia miền nam nước Ý. Từ đó nó đã lan sang các phần khác của Puglia và đến các vùng lân cận.

## Lịch sử
Garganica là giống dê bản địa của Gargano, và có nguồn gốc từ việc lai tạo động vật địa phương với dê được nhập khẩu từ Tây Âu, có lẽ cùng lúc với việc nhập khẩu cừu Merino dẫn đến sự hình thành giống cừu Gentile di Puglia.
Garganica là một trong tám giống dê của Ý, trong đó một cuốn sách lai giống phả hệ được tổ chức bởi Associazione Nazionale della Pastorizia, hiệp hội chăn nuôi quốc gia Ý. Tiêu chuẩn cho giống này đã được phê duyệt vào năm 1976. Con số cá thể đã giảm mạnh trong những năm gần đây, Năm 1870 có 33.725 con; đến năm 2002, con số này đã giảm còn 18.000. Tình trạng bảo tồn của giống này được liệt kê là "nguy cơ tuyệt chủng" của FAO năm 2007. Năm 2008, tổng số cá thể của giống này được ước tính là 3000, trong đó có 511 đã được đăng ký trong cuốn sách trên. Vào cuối năm 2013, số cá thể đã đăng ký là 773 con.

## Đặc điểm
Những con dê này có chiều cao trung bình và không nặng: con đực trưởng thành thường nặng 65 kg và con cái là 50 kg. Đầu là khá nhỏ và dê lớn có lông màu hạt dẻ màu đen hoặc đen dài. Da của những con dê con được đánh giá cao cho màu lông đen xoăn của chúng.
Loài này được chú ý vì tính cứng cáp của nó và rất thích hợp để được nuôi ở trạng thái hoang dã trong môi trường sống rất khó khăn